# Xiangfang
Xiangfang (香坊區 / 香坊区,  Xiāngfāng Qū) ist ein Stadtbezirk der Unterprovinzstadt Harbin in der chinesischen Provinz Heilongjiang. Der Stadtbezirk hat eine Fläche von 341,4 km² und zählt 1.120.185 Einwohner (Stand: Zensus 2020). Sein Regierungssitz ist im Straßenviertel Xiangfang Dajie (香坊大街).

## Administrative Gliederung
Auf Gemeindeebene setzt sich der Stadtbezirk aus 20 Straßenvierteln, drei Großgemeinden und einer Gemeinde zusammen. Diese sind:
| Straßenviertel Anbu (安埠街道); Straßenviertel Anle (安乐街道); Straßenviertel Daqinglu (大庆路街道); Straßenviertel Hapinglu (哈平路街道); Straßenviertel Hepinglu (和平路街道); Straßenviertel Hongqi (红旗街道); Straßenviertel Jiankanglu (健康路街道); Straßenviertel Jianzhulu (建筑路街道); Straßenviertel Jinxiang (进乡街道); Straßenviertel Liming (黎明街道); Straßenviertel Liushun (六顺街道); Straßenviertel Minshenglu (民生路街道); | Straßenviertel Tiedong (铁东街道); Straßenviertel Tongtian (通天街道); Straßenviertel Tongxiang (通乡街道); Straßenviertel Wangzhao (王兆街道); Straßenviertel Wenzheng (文政街道); Straßenviertel Xiangfang Dajie (香坊大街街道); Straßenviertel Xincheng (新成街道); Straßenviertel Xinxiangfang (新香坊街道); Großgemeinde Chaoyang (朝阳镇); Großgemeinde Chenggaozi (成高子镇); Großgemeinde Xingfu (幸福镇); Gemeinde Xiangyang (向阳乡). |